# مجموعة مستشفيات المانع
مجموعة مستشفيات المانع هي مؤسسة سعودية تقدم خدمات رعاية صحية تأسست في 1949.

## المستشفيات والمراكز التابعة
- مجمع المانع الطبي بالراكه
- مجمع المانع الطبي بالجبيل
- مستشفى المانع العام بالخبر
- مستشفى المانع العام بالدمام
- مستشفى المانع العام بالعزيزية الدمام
- مستشفى المانع العام بالجبيل
- مستشفى المانع العام بالهفوف
- مركز المانع للأورام - الدمام

## أنظر أيضاً
- المواساة للخدمات الطبية
- السعودي الألماني الصحية
- مجموعة علاج الطبية
- مجموعة الحبيب الطبية
- مجموعة أندلسية
- مجموعة العبير الطبية
- مجموعة فقيه للرعاية الصحية
- مستشفيات الحياة الوطني
- مستشفيات دله
- مستشفيات الحمادي
- قائمة المستشفيات في السعودية